# Стуккей, Вениамин Егорович
Вениами́н Егоро́вич Стукке́й (Стокке) (нем. Benjamin John Stuckey; 1823—1898) — архитектор, академик архитектуры Императорской академии художеств.

## Биография
Первые Стуккеи появились на российской службе при Александре I. Н. Е. Маркова обнаружила в РГА ВМФ документы, что шотландец Thomas Stuckey в 1807 году числился в Кронштадте мачтовым мастером, затем служил на Черноморском флоте (именовался по-русски как Фома). Также с 1807 года на русскую службу был записан его старший сын Бенджамен (Вениамин Фомич). Вениамин Егорович Стуккей родился 20 января (1 февраля) 1823 года в семье другого сына — Егора Фомича (George James), в 1817 году женившемся на Катарине Иохим (Katharina Karolina Jochim; 1798 — 30.08.1884).
Был вольноприходящим учеником Академии художеств в Санкт-Петербурге. В 1842 году получил малую серебряную медаль академии «за отличное исполнение рисунков орнаментов из гипсов». В 1846 году получил звание неклассного художника и малую серебряную медаль. Звание академика архитектуры ему было присвоено в 1854 году за «проект гостиницы в столице».
На службу поступил 1 декабря 1848 года. Работал в Департаменте уделов, Министерстве финансов. Преподавал в Строительном училище (позднее Институт гражданских инженеров). Был архитектором Монетного двора и Горного института, член строительного комитета Ведомства учреждений императрицы Марии (ВуИМ). Член-учредитель Петербургского общества архитекторов (ПОА). Перестроил лабораторию Горного института.
Был произведён 21 октября 1873 года в действительные статские советники, что дало право на российское дворянство и определением Правительствующего сената от 11 ноября 1874 года Вениамин Егоров Стуккей, по личным своим заслугам, утверждён в потомственном дворянском достоинстве, с правом на внесение в третью часть дворянской родословной книги, вместе с женой Софией-Лаурой и детьми их, сыновьями: 1) Эдуардом-Яковом, 2) Рихардом—Фридрихом, 3) Максимилианом—Вильгельмом-Петром, 4) Вениамином—Фридрихом-Карлом, 5) Вольдемаром-Луи и 6) Николаем-Евгением-Александром и дочерью Алисой-Софией. Герб Стукка (Стуккей) внесён в Часть 13 Общего гербовника дворянских родов Всероссийской империи, стр. 163.
Жена: София-Лаура (Софья Яковлевна; 1832 — 25.11.1904), урождённая Оливье (Olivier). Дети: Эдуард Вениаминович (25.01.1854—09.12.1889)), выпускник Александровского лицея (1877); Рихард-Фридрих (1855—1884); Юлиус-Теофил (1857—1860); Алиса-София (30.11.1859—1909), в замужестве фон Шауфгаузен; Максимилиан—Вильгельм-Пётр (29.03.1863—07.01.1890); Вениамин Вениаминович (24.11.1866—1905); Вольдемар-Луис (28.08.1868—1885); Николай Вениаминович (06.02.1870—1930).
Был награждён орденами: Св. Станислава 2-й ст. с императорской короной (1862), Св. Анны 2-й ст. с императорской короной (1871), Св. Владимира 3-й ст. (1876).
Умер 9 (21) мая 1898 года. Похоронен на Волковском лютеранском кладбище в Санкт-Петербурге. Могила внесена в Перечень мест захоронений на кладбищах Санкт-Петербурга известных граждан, внесших значительный вклад в историю России и Санкт-Петербурга.
Имел двух сестёр и четырёх братьев, один из которых, Андрей (Генрих) Егорович (1839—1913), был доктором медицины и также достиг чина действительного статского советника и был возведён в потомственное дворянское достоинство — определением Сената от 28 ноября 1883 года. Старший брат, Егор Егорович (1817—1887), был известен в середине 1870-х годов как владелец кирпичного завода.

## Произведения
- 1858—1864 — доходный дом, Малый пр. В. О., 5. Начат А. В. Ильиным. Включён существовавший дом.
- 1860 — доходный дом, Измайловский пр., 3.
- 1864 — доходный дом, Измайловский пр., 22. Перестроен.
- 1864 — доходный дом, ул. Декабристов, 6.
- 1865—1866 — особняк Э. П. Казалета, Английская наб., 6.
- 1869 — особняк П. Ф. Семянникова (изменение фасада), ул. Некрасова, 11.
- 1872 — доходный дом (изменение фасада), Тучков пер., 1.
- 1872—1874, 1881—1883 — Производственные сооружения Монетного двора, Петропавловская крепость, 1.
- 1878—1879 — доходный дом, ул. Марата, 20.
- 1879—1881 — доходный дом И. А. Пастухова (перестройка), ул. Комсомола, 12.
- 1891 — доходный дом Е. Ф. Овчинникова. Большой пр. П. С., 38-40 — Ижорская ул., 1 — Колпинская ул. (Надстроен в 1912-м по проекту Д. А. Крыжановского).
- 1894 — доходный дом, ул. Комсомола, 14.
- 1897 — склад т-ва Русских паровых маслобоен, Курляндская ул., 37-39, левый корпус[9].